# Station Kolbotn
Station Kolbotn is een station in Kolbotn in de gemeente Oppegård. Het station ligt aan Østfoldbanen. Het stationsgebouw is een ontwerp van Harald Kaas. 
Kolbotn wordt bediend door lijn L2, de stoptrein tussen Skøyen en Ski, L2x, die vanaf Lysaker rijdt en lijn L21 die doorrijdt tot Moss.